# Edlington (South Yorkshire)
Edlington is een stad (town) en civil parish in het bestuurlijke gebied Doncaster, in het Engelse graafschap South Yorkshire. De civil parish telt 8.276 inwoners.

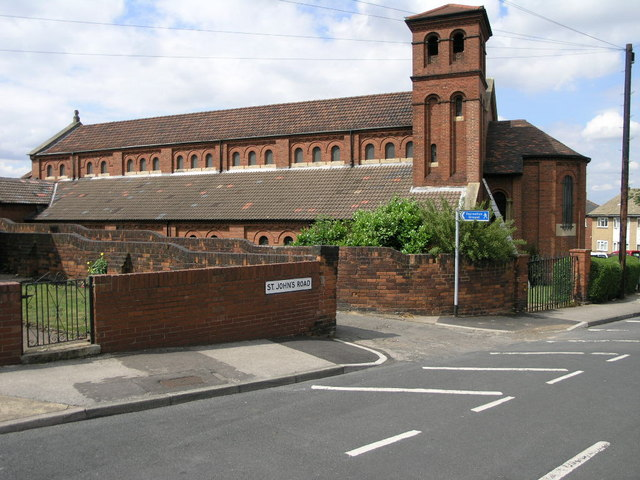
Kerk van St. Johannes

Adwick upon Dearne · 
Armthorpe · 
Askern · 
Aston cum Aughton · 
Auckley · 
Austerfield · 
Barnburgh · 
Barnby Dun with Kirk Sandall · 
Bawtry · 
Billingley · 
Blaxton · 
Bradfield · 
Braithwell · 
Bramley · 
Brampton Bierlow · 
Brierley · 
Brinsworth · 
Brodsworth · 
Burghwallis · 
Cadeby · 
Cantley · 
Catcliffe · 
Cawthorne · 
Clayton with Frickley · 
Conisbrough Parks · 
Dalton · 
Denaby · 
Dinnington St. John's · 
Dunford · 
Ecclesfield · 
Edenthorpe · 
Edlington · 
Fenwick · 
Finningley · 
Firbeck · 
Fishlake · 
Gildingwells · 
Great Houghton · 
Gunthwaite and Ingbirchworth · 
Hampole · 
Harthill with Woodall · 
Hatfield · 
Hickleton · 
High Hoyland · 
High Melton · 
Hooton Levitt · 
Hooton Pagnell · 
Hooton Roberts · 
Hunshelf · 
Kirk Bramwith · 
Langsett · 
Laughton-en-le-Morthen · 
Letwell · 
Little Houghton · 
Loversall · 
Maltby · 
Marr · 
Moss · 
North and South Anston · 
Norton · 
Orgreave · 
Owston · 
Oxspring · 
Penistone · 
Ravenfield · 
Rossington · 
Shafton · 
Silkstone · 
Sprotbrough and Cusworth · 
Stainborough · 
Stainforth · 
Stainton · 
Stocksbridge · 
Sykehouse · 
Tankersley · 
Thorne · 
Thorpe in Balne · 
Thorpe Salvin · 
Thrybergh · 
Thurcroft · 
Thurgoland · 
Tickhill · 
Todwick · 
Treeton · 
Ulley · 
Wadworth · 
Wales · 
Warmsworth · 
Wentworth · 
Whiston · 
Wickersley · 
Woodsetts ·
Wortley